# Xian de Yuanyang (Yunnan)
Pour les articles homonymes, voir Yuanyang.
Le xian de Yuanyang (chinois : 元阳县 ; pinyin : yuányáng xiàn) est un district administratif de la province du Yunnan en Chine. Il est placé sous la juridiction de la préfecture autonome hani et yi de Honghe.

## Démographie
La population du district était de 354 739 habitants en 1999.

## Géographie
La ville de Yuanyang, située à 1 800 m d’altitude, se trouve au milieu de rizières en terrasses aménagées depuis plusieurs siècles. Autour de la ville, les rizières qui s'étagent sur plus de deux mille mètres aux flancs des montagnes Ailao sont les plus anciennes de Chine. Elles sont l'œuvre des Hanis et des Yis, minorités ethniques surnommées les sculpteurs de montagnes pour leur habileté à drainer et labourer la moindre parcelle. Ces rizières offrent le panorama le plus spectaculaire entre décembre et mai, quand elles sont gorgées d'eau.

## Population

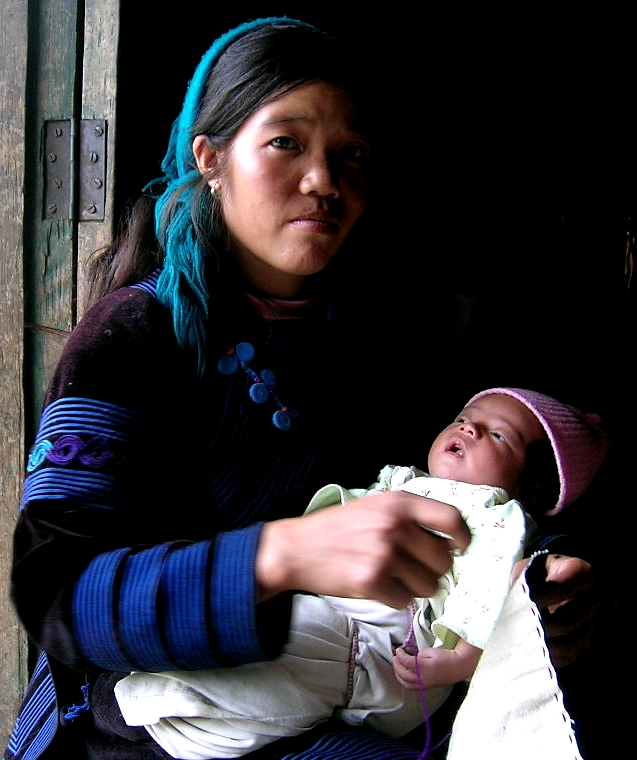
Femme hani et son enfant

Les deux principales minorités sont les Yis et les Hanis dont la légende dit qu’ils ont été les premiers tailleurs de terrasses.